# Wilhelm Suhren
Wilhelm Suhren (1927.) je bivši njemački hokejaš na travi.
Igrao je za duisburški Raffelberg.
Na hokejaškom turniru na Olimpijskim igrama 1952. u Helsinkiju je igrao za Njemačku, koja je ispala tijesnim porazom od 0:1 u četvrtini završnice od kasnije finalistice Nizozemske. 

## Vanjske poveznice
- na Sports Reference.com  Arhivirana inačica izvorne stranice od 17. travnja 2020. (Wayback Machine)